# Криту Мароту
Крѝту Маро̀ту (на гръцки: Κρίτου Μαρόττου) е село в Кипър, окръг Пафос. Според статистическата служба на Република Кипър през 2001 г. селото има 61 жители.
Намира се на 2 км източно от Фити.